# Lluís Moya Bareche
Lluís Moya Bareche és un economista mallorquí. Es llicencià en dret i econòmiques a la Universitat Complutense de Madrid, i en direcció d'empreses a l'IESE.
Fou delegat fundador de l'Il·lustre Col·legi d'Economistes de Balears (1968-1972), vicedegà del Col·legi d'Economistes i president de la Secció del Registre d'Economistes de Madrid per Balears (1991-2000) i degà president a partir del 2000. Ha publicat Análisis Ecónomico-finacnciero de las Principales Empresas de Baleares por sectores de Actividad (1a edició 1994 i 3a edició 2000).
Escriu articles al diari El Mundo. Segon premi de la II Edició del Premio Europa Prensa Escrita, Radio y Televisión de Baleares 1997, atorgat per la Comissió Europea, el Parlament Europeu i el Centre Balears Europa del Govern de les Illes Balears. Actualment té despatx professional d'Auditoria i Assessoria d'Empreses. És administrador únic d'Aguiló y Moya Auditoria, S.L. El 2003 va rebre el Premi Ramon Llull.